# Brandgasse 3 (Quedlinburg)

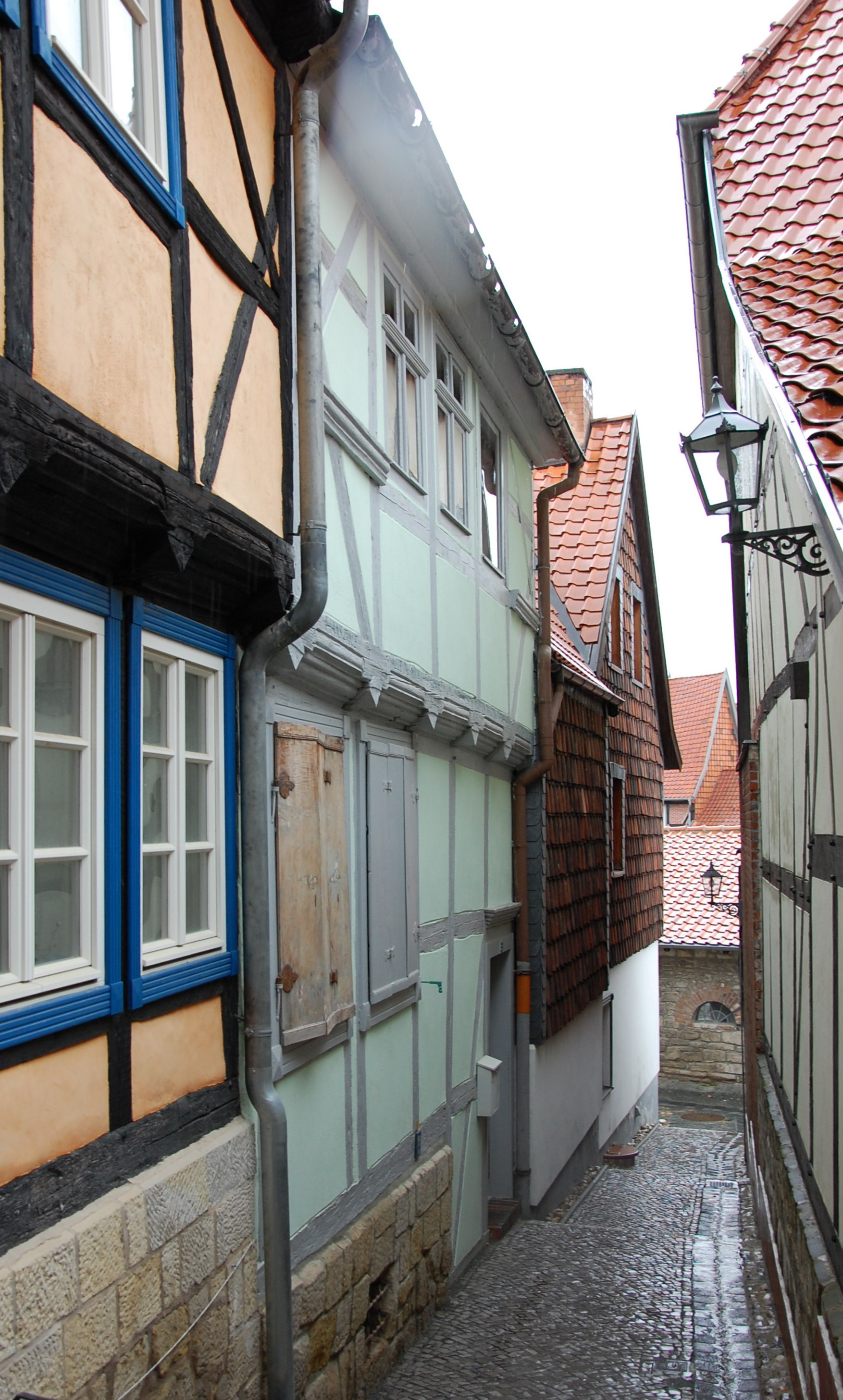
Haus Brandgasse 3

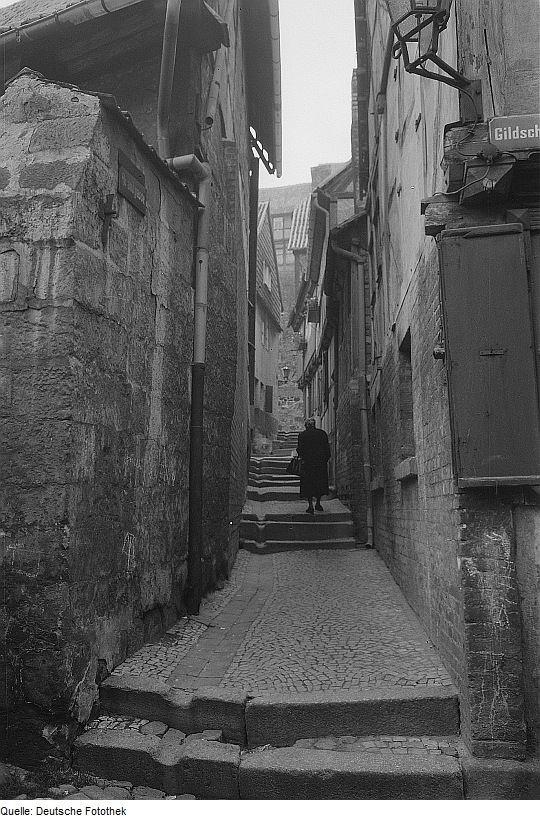
Brandgasse, Aufnahme zwischen 1950 und 1977, Blick von Norden von der Straße Gildschaft aus, rechts in der Mitte der Gasse das Haus Brandgasse 3

Das Haus Brandgasse 3  ist ein denkmalgeschütztes Gebäude in der Stadt Quedlinburg in Sachsen-Anhalt.

## Lage
Es befindet sich am Schlossberg, südlich der Quedlinburger Altstadt im Stadtteil Westendorf in der nur etwa 1,50 Meter breiten Brandgasse und gehört zum UNESCO-Weltkulturerbe. Unmittelbar südlich grenzt das gleichfalls denkmalgeschützte Haus Brandgasse 2 an. Im Quedlinburger Denkmalverzeichnis ist das Gebäude als Wohnhaus eingetragen.

## Architektur und Geschichte
Das kleine zweigeschossige Fachwerkhaus wurde nach einer Bauinschrift im Jahr 1707 vom Zimmermeister Andreas Rühle errichtet. Auf ihn verwies nach Aufzeichnungen des Heimatforschers Adolf Brinkmann aus dem Jahr 1923 die Inschrift ANDREAS RÜHLE ZIMMERMAN. Die Stockschwelle des Hauses ist mit einer kräftigen Schiffskehle verziert. Es bestehen Brüstungsstreben und profilierte Füllhölzer. An der Traufe ist die Fachwerkfigur des Halben Manns zu sehen. In späterer Zeit wurde das Sockelgeschoss erneuert.
An das Haus grenzte auch das 1707 gleichfalls durch Andreas Rühle errichtete Haus Brandgasse 4 an, welches jedoch nicht erhalten ist.